# أودري سميث
أودري أورسولا سميث (21 مايو 1915 - 3 يونيو 1981)، عالمة أحياء بريطانية متخصصة في علم الأحياء البردي، اكتشفت استخدام الغليسرول لحماية خلايا الدم الحمراء البشرية أثناء التجميد.

## التعليم والحياة المبكرة
وُلِدَت أودري سميث في الهند بتاريخ 21 مايو 1915، وتعمَّدت في مدينة شيندوارا. كانت أودري واحدة من طفلي آلان كينيون سميث، الذي كان يعمل في الخدمة المدنية الهندية، وجيرترود ماي سميث.
تخرّجت عام 1935 من كلية الملك (كينغز كوليدج) في لندن، حيث حصلت على درجة البكالوريوس بمرتبة الشرف في العلوم العامة. وفي العام التالي، 1936، حصلت على درجة البكالوريوس في علم وظائف الأعضاء من كلية بيدفورد للنساء، بمرتبة الشرف الأولى أيضًا.

## المهنة
عملت سميث في مستشفى كينجز كوليدج كمقيمة دورية في عام 1942، وكعالمة أمراض سريرية في الأعوام 1943- 1944. عملت كاختصاصية في الباثولوجيا في عيادة إبسوم للصحة العامة في الأعوام 1944- 1945، وفي خدمة مختبرات الطوارئ الصحية في نوتنغهام في الأعوام 1945- 1946. 
عملت سميث من 1946 وحتى عام 1970 كباحثة في المعهد الوطني للبحوث الطبية. تشاركت في العمل مع سميث السير آلان باركز وكريستوفر بولج بهدف تطوير تقنية عملية لحفظ السائل المنوي الحيواني عبر تبريده، ولكنهم فشلوا في تحقيق ذلك. ومع ذلك، دفع حادث حصل مع سميث لاحقًا إلى إجراء تجربة حفظ بالتبريد ناجحة باستخدام الغليسرول، لتكتشف حينها أول جزيء عملي للحفظ بالتبريد.
حازت سميث في عام 1969على جائزة جون سكوت لمدينة فيلادلفيا مع بولج وباركز لتطويرهم طريقة حفظ الخلايا والأنسجة الحية في درجات الحرارة المنخفضة. اعتقد باركز بوجوب إدراج سميث وبولج في جائزة كاميرون التي منحته إياها جامعة إدنبرة، ولكن على ما يبدو «سلطات الجامعة فكرت بطريقة أخرى». حصلت أودري سميث على ميدالية كامرلينغ أونس في عام 1973.
عملت سميث في المستشفى الملكي الوطني للعظام في ستانمور من عام 1970 وحتى عام 1981. ودرست استخدام الغليسرول لحفظ الدم أثناء التجمد، كما درست أيضًا طريقة إنعاش الثدييات من انخفاض الحرارة.

## الموت والإرث
توفيت سميث في لندن في 3 حزيران/ يونيو من عام 1981. كتبت صحيفة نيويورك تايمز في نعيها: «إن عملها في تطوير تقنيات حفظ الخلايا المنوية الحيوانية –من الثيران- يُنسب له الإسهام في تحقيق تقدم كبير في تربية الماشية والحيوانات».
سُمِّيَت أحد آلات حفر الأنفاق التي تشيد نفق التايمز «أورسولا» تيمنًا بالاسم الأوسط لسميث. تقوم أورسولا بحفر نفق يبلغ طوله نحو 5 كيلومترات بين شارع كيرتلينغ في باترسي وشامبرز وارف في هامرسميث.

## المنشورات
- بولج، كريستوفر؛ سميث، أودري؛ باركز، آلان، «إحياء الحيوانات المنوية بعد التزجيج والتجفيف.» نايتشر (لندن)، 164: 666، 1949.
- سميث، أدوري، «الوقاية من انحلال الدم أثناء تجميد وتذويب خلايا الدم الحمراء.» لانسيت 2 (1950): 910-911.
- سميث، أودري؛ لوفلوك، جيمس؛ باركز، آلان (12 حزيران/ يونيو من عام 1954). «إنعاش الهامستر بعد التبريد الفائق أو التبلور الجزئي بدرجات حرارة أقل من 0 درجة مئوية». الطبيعة. 173 (4415): 1136–1137. doi:10.1038/1731136a0. ISSN 0028-0836.
- غولدفيج؛ سميث، (28 أيار/ مايو 1956). «طريقة بسيطة لإعادة إحياء الجرذان والفئران المجمدة». مجلة علم وظائف الأعضاء. 132 (2): 406-413. PMC 1363505. PMID 13320407.
- سميث، أودري، «الآثار البيولوجية للتجميد والتبريد الفائق»، ويليامز وويلكنز/ لندن- 1961.
- بيغ، د، «تاريخ ومبادئ الحفظ بالتبريد.» سيمن ريبورد ميد 20 (1): 5-13، 2002.